# Kalleehöhe

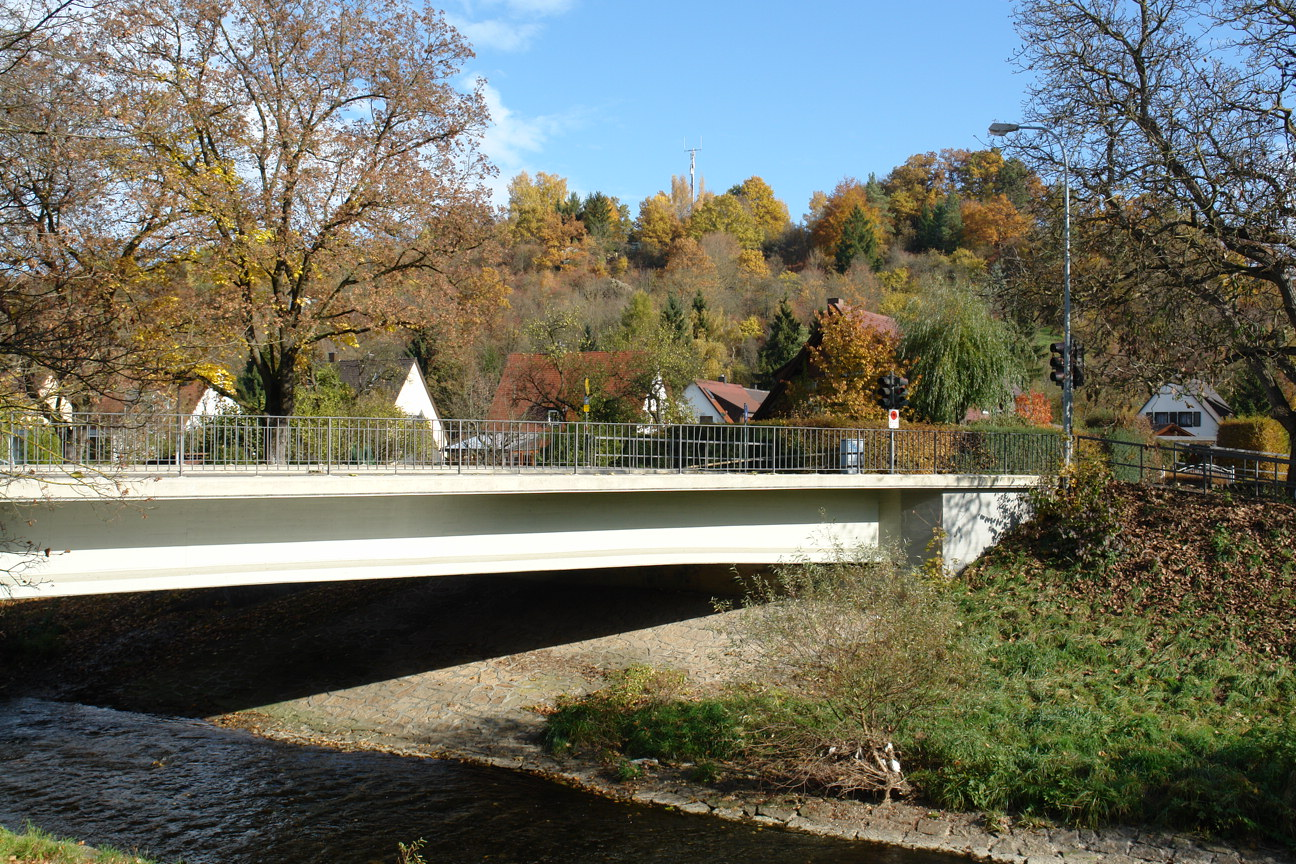
Sendemast auf der Kalleehöhe oberhalb der Steinlach der Waldhörnlestraße in Tübingen

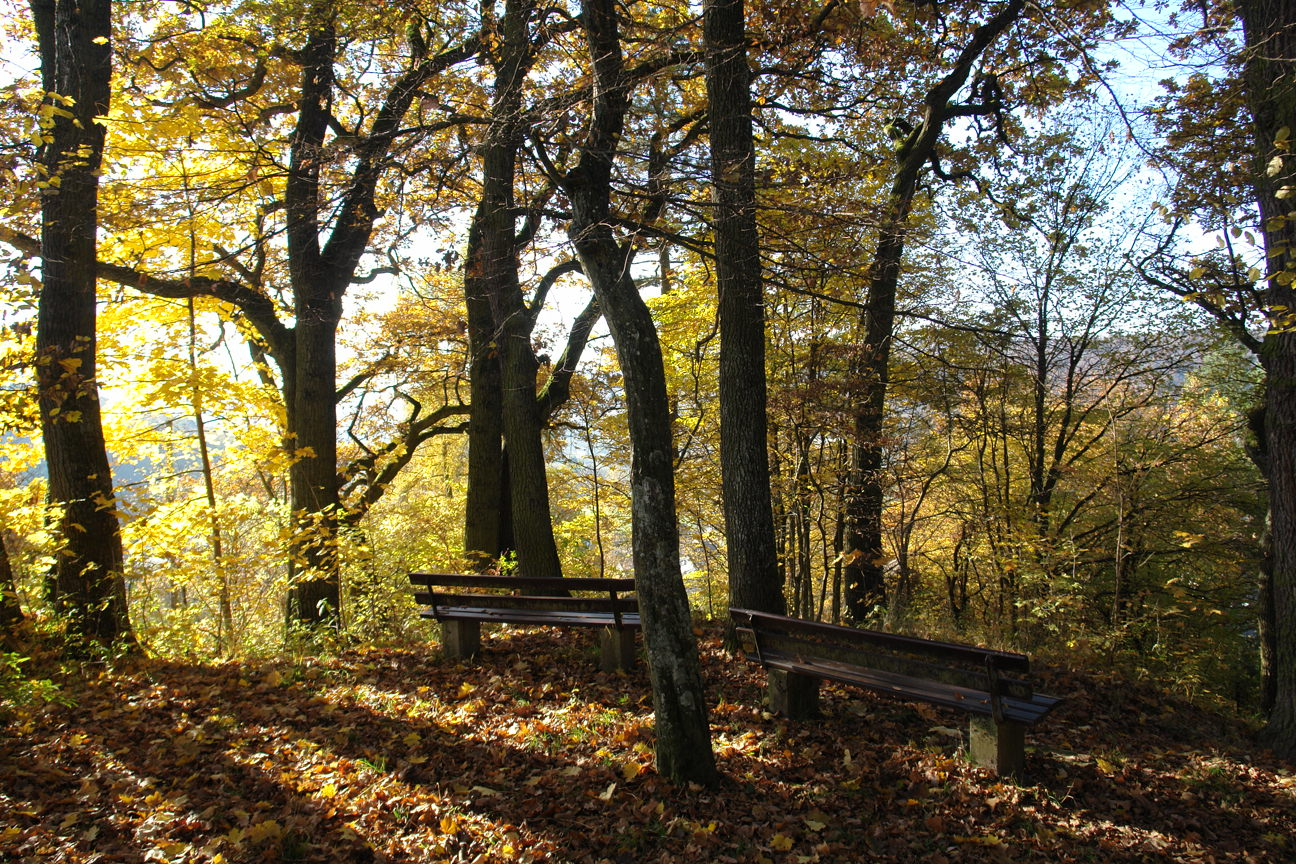
Kalleehöhe am Steigweg auf dem Galgenberg in Tübingen

Die Kalleehöhe liegt in Tübingen knapp 50 Meter südlich des Mobilfunk-Sendemasts Vordere Halde am Steigweg auf dem Galgenberg. Man erreicht sie zu Fuß über einen asphaltierten Feldweg vom Parkplatz des Bergfriedhofs oder über den weniger steilen, aber längeren Steigweg.

## Geschichte
Die Kalleehöhe ist nach General Eduard von Kallee benannt. Die inzwischen stark bewaldete Aussichtsstelle wurde Anfang des 20. Jahrhunderts auf der Südseite des Galgenbergs unterhalb des Bergfriedhofs an der Galgenbergstraße zur Erinnerung an General Eduard von Kallee eingerichtet. Es ist eine öffentliche Aussichtsstelle und Kulturlandschaft mit Streuobstwiesen und teilweise Trockenmauern.

### Gründungsort des Tübinger Wingolf

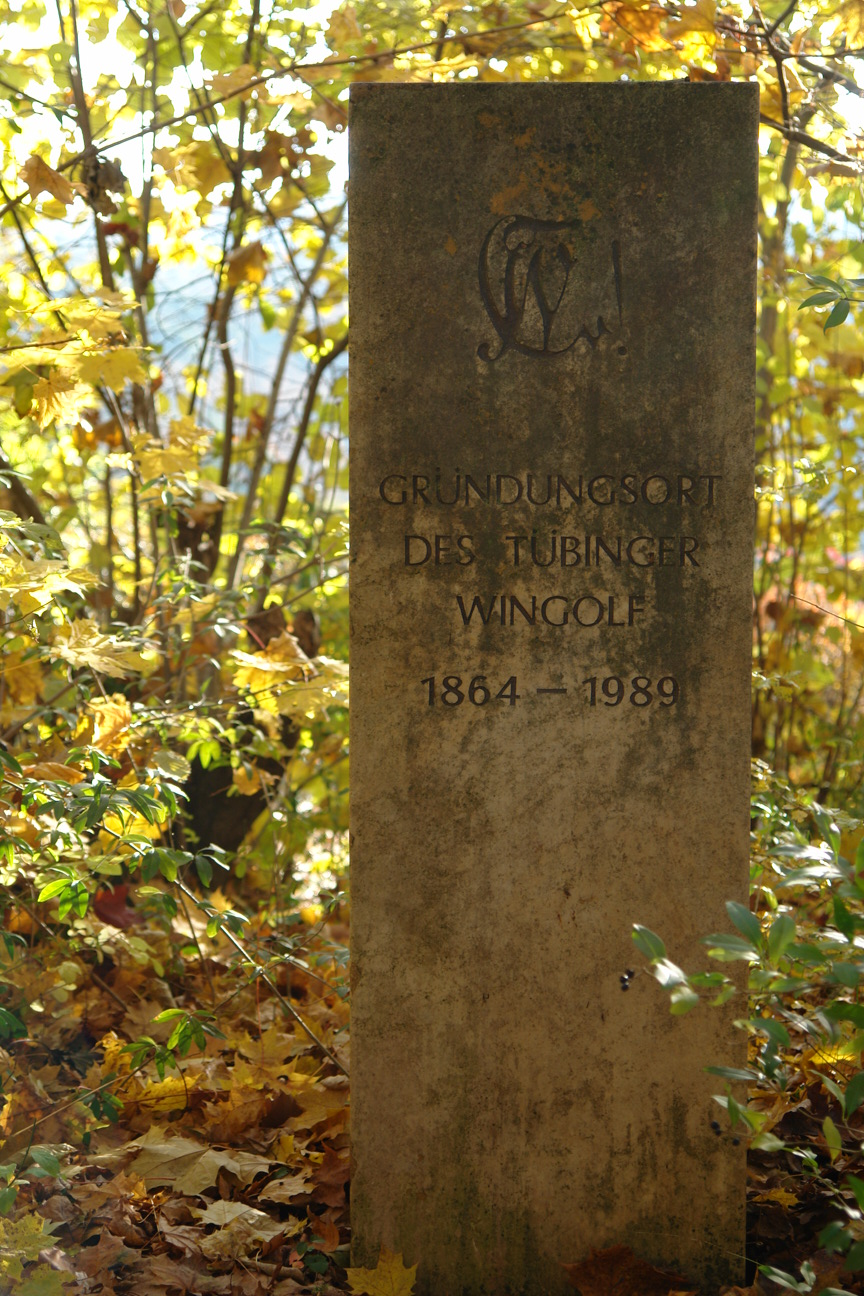
Wingolf-Stein auf der Kalleehöhe

Die Kalleehöhe war 1864 Gründungsort des Tübinger Wingolf. Ein Gedenkstein mit den Jahreszahlen 1864–1989 erinnert an dieses Ereignis. Der Tübinger Wingolf ist eine nichtschlagende christliche Studentenverbindung, die Mensur und Duell ablehnt.